# Puma pardoides
La pantera di Owen (Puma pardoides) è un mammifero carnivoro estinto, appartenente ai felidi. Visse tra il Pliocene superiore e il Pleistocene inferiore (circa 2,5 - 0,8 milioni di anni fa) e i suoi resti fossili sono stati ritrovati in Europa e in Asia.

## Descrizione
Questo animale doveva essere piuttosto simile a un puma attuale, e le dimensioni dovevano essere comprese tra quelle di una grossa lince e quelle di un piccolo leopardo. Il cranio, ben conosciuto, possedeva un muso molto corto, e la mandibola era particolarmente robusta, simile a quella dell'attuale leopardo delle nevi. I carnassiali di Puma pardoides erano piuttosto robusti, simili a quelli del genere Panthera, con un protocono massiccio e proiettato verso l'interno. Anche il parastilo era robusto e globulare.
La dentatura e la mandibola erano tuttavia molto simili a quelle dell'attuale puma (Puma concolor), nella disposizione dei tre forami mentali, nella posizione della fossa masseterica, nel terzo premolare inferiore con una cuspide accessoria mesiale ben sviluppata, nel quarto premolare inferiore con un protoconide simmetrico e cuspidi accessorie ben sviluppate, e nel primo molare inferiore con un protoconide più grande e alto del paraconide.

## Classificazione

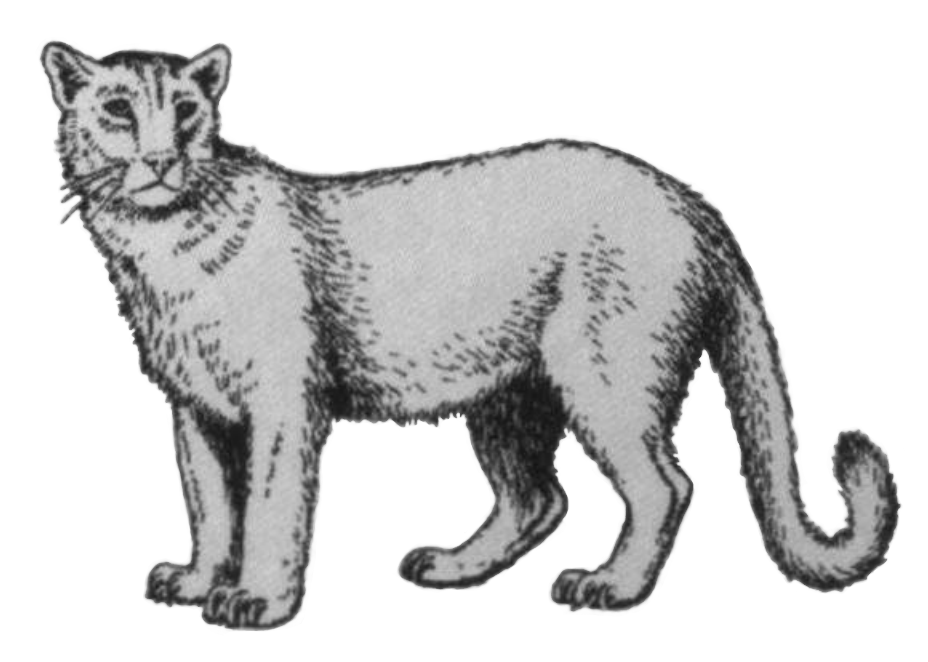
Possibile aspetto di Puma pardoides

La storia tassonomica di questo animale è notevolmente complicata. I primi fossili, provenienti dall'Inghilterra, vennero descritti da Richard Owen nel 1846 sotto il nome di Felis pardoides. Successivamente venne ritrovato un cranio completo nella zona di   Saint-Vallier (Francia) e venne descritto come Panthera schaubi (Viret, 1954). L'esemplare francese fu poi attribuito a un nuovo genere, Viretailurus, sulla base di somiglianze con il puma americano e differenze con le pantere (Hemmer, 1965). Il cranio di Saint-Vallier, insieme ad altri resti provenienti dall'Asia centrale, fu riferito anche al puma vero e proprio (Sotnikova, 1978) ma fu solo nel 2001 che un nuovo studio comprendente anche resti provenienti dalla Germania indicò tutti i resti di felidi eurasiatici del Villafranchiano simili ai puma come appartenenti a una sola specie, Puma pardoides (Hemmer, 2001).
Sembra che questa specie sia comparsa alla fine del Pliocene in Asia: i resti più antichi si rinvengono a Kvabebi (Georgia) e Shamar (Mongolia). Successivamente si diffuse in Europa: resti più recenti sono stati ritrovati in Spagna (La Puebla de Valverde, Cueva Victoria e Vallparadís), Inghilterra (Red Crags), Germania (Untermassfeld), Repubblica Ceca (Stránská Skála), Bulgaria (Varshets), Francia (Perrier-Étouaries e Saint-Vallier), Russia (Berecovaya) e Italia (Pirro Nord e Montopoli).
Puma pardoides sembrerebbe essere strettamente imparentato con l'odierno puma (Puma concolor). La stretta relazione filogenetica tra queste due specie suggerisce che P. pardoides si sia diffuso attraverso il "ponte" di Bering nel corso del Pleistocene, dando origine al ceppo del puma, o che lo stesso puma si sia originato in Asia per poi invadere il Nordamerica ed estinguersi nel Vecchio Mondo.

## Paleoecologia
È probabile che Puma pardoides avesse un'adattabilità ecologica piuttosto sviluppata, come l'attuale puma. Ciò si deduce dalle caratteristiche molto varie dei siti fossili in cui è stato rinvenuto. Non è improbabile, inoltre, che la scomparsa di Puma pardoides avvenuta alla fine del Pleistocene inferiore coincise con l'arrivo di un altro grande felide ecologicamente flessibile, il leopardo (Cherin et al., 2013).